# Tambura (Südsudan)
Koordinaten: 5° 36′ N, 27° 28′ O
Tambura ist ein Ort im Bundesstaat Western Equatoria im Südsudan, nahe der Grenze zur Zentralafrikanischen Republik.
Gemäß Zensus von 1973 hatte Tambura 8.778 Einwohner, 1983 lag diese Zahl bei 5.854.

## Geschichte
Der Ortsname ist von Tambura abgeleitet, einem Chief der Azande Ende des 19. Jahrhunderts, dessen Hof (gbanwa) auch Sitz eines Regierungspostens wurde. Unter der anglo-ägyptischen Kolonialherrschaft wurde Anfang des 20. Jahrhunderts eine Straße nach Wau gebaut.
Im Sezessionskrieg im Südsudan war der Verwaltungsbezirk Tambura County bis 1989 unter der Kontrolle der sudanesischen Regierung, danach übernahm die Rebellenbewegung SPLA die Kontrolle. Ein Großteil der Azande-Bevölkerung verließ daraufhin den Ort. Der Krieg führte zum Zusammenbruch des Gesundheitssystems, was die Ausbreitung der Schlafkrankheit ab Mitte der 1990er Jahre begünstigte.

## Gegenwart
Der Ort ist von der ugandischen Rebellengruppe Lord’s Resistance Army bedroht, die in dem Grenzgebiet zwischen dem Südsudan, der Zentralafrikanischen Republik und der DR Kongo aktiv ist. Zudem gibt es in der Umgebung Konflikte zwischen den einheimischen Azande und den Ambororo- (Wodaabe-)Nomaden.